# Количево (Шарлицький район)
Коли́чево (рос. Колычево) — село у складі Шарлицького району Оренбурзької області, Росія.

## Населення
Населення — 152 особи (2010; 241 у 2002).
Національний склад (станом на 2002 рік):
- росіяни — 86 %